# Pandea conica
Pandea conica is een hydroïdpoliep uit de familie Pandeidae. De poliep komt uit het geslacht Pandea. Pandea conica werd in 1827 voor het eerst wetenschappelijk beschreven door Quoy & Gaimard. 